# Son de Chiapas
Marimba Son de Chiapas fue un grupo originario de la ciudad de Tuxtla Gutierrez,Chiapas, ganadores del XXIII Concurso Estatal de Marimbistas de Chiapas realizado en el Periodo 2007-2009. La última aparición pública de la agrupación fue durante el 1.er. Encuentro de Marimbas 2011 celebrado en Tuxtepec, México.

## Antecedentes
La Marimba de Concierto “ Son de Chiapas” estuvo enfocada en la búsqueda de nuevas formas y tendencias musicales arraigadas con la cultura chiapaneca, teniendo como objetivo primordial difundir a la marimba en primer plano donde se fusionaran distintos elementos de la música clásica y popular, buscando la combinación de acordes e improvisaciones que enriquecieran las melodías a través de los timbres sonoros de la marimba, fusionadas por los cambios armónicos del Mallet Kat, vibráfono y del bajo, acompañados de una diversidad rítmica percutida en las batería y percusiones, logrando obtener como resultado general la interpretación de diversas obras con un estilo propio. Es importante mencionar que las obras que se trabajaron en este proyecto fueron adaptaciones, arreglos y composiciones propias de Luis Rojas Aquino, director de proyecto y músico reconocido en Chiapas.

## Historia
Son de Chiapas nació en el año 2006 con la idea de proponer a la marimba como un instrumento de concierto, interpretando piezas de alto grado de dificultad en ejecución; desde música Barroca y Clásica hasta llegar al Folclor Chiapaneco, Música Mexicana y jazz.
Ganadores del XXIII Concurso Estatal de Marimba, en la categoría infantil y juvenil, efectuado en el 2007 en el Estado de Chiapas, México. El proyecto estaba conformado por tres grupos (infantil, juvenil y libre).Se presentaron en encuentros y festivales importantes a nivel nacional e internacional.
Esta agrupación se caracterizó por ser una marimba moderna,sin embargo no perdiendo el toque chiapaneco que actualmente llevan algunas de las marimbas del estado.
El proyecto valió durante los ocho años de trabajo un gran reconocimiento por parte del público, llegó a se han caracterizarse como uno de los mejores grupos de Chiapas en inclusive del Sureste del país en las categorías juvenil y libre.
Cabe mencionar que a partir del año 2009, esta agrupación se presentó como Ensable de Marimbas "Son de Chiapas", Marimba "Son de Chiapas" y Marimba de Concierto "Son de Chiapas". En el año 2010 el grupo se presentó durante las actividades del 10.º. Festival Internacional de Marimbistas, celebrado en Tuxtla Gutiérrez; sin embargo fue la antesala para la desaparición de la agrupación. La última aparición que se realizó bajo el nombre "Son de Chiapas" fue en el Primer encuentro de marimbas tuxtepecanas 2011, evento realizado en dicha ciudad.